# 十五間 (臺灣)
十五間，是臺灣桃園市新屋區的一個傳統地域名稱，位於該區南部偏西。相較於今日行政區，其範圍大致與望間里相近。
十五間由於名稱過長，戰後取農曆十五日晚上月圓時為望，乃改稱望間。

## 歷史
台灣清治末期至日治初期，十五間地區為一街庄，稱為「十五間庄」，隸屬於竹北二堡。該庄北與大坡庄、番婆坟庄為鄰，東與下陰影窩庄為鄰，南邊為伯公崗庄、和興庄、福興庄，西邊為後庄。
1901年（日治明治三十四年）11月，全台廢縣廳改設二十廳，該庄隸屬於桃仔園廳。1903年（明治三十六年），改名桃園廳。1909年（明治四十二年）10月，合併二十廳為十二廳，該庄隸屬不變。1920年（大正九年），廢十二廳改設五州二廳，該庄改制為「十五間」大字，隸屬於新竹州中壢郡新屋庄，大字下有「十五間」、「十五間尾」小字名。
戰後新屋庄改制為新屋鄉，隸屬於新竹縣，大字亦改制為村。1950年桃、竹、苗分治，新屋鄉改隸屬於桃園縣。2014年12月，桃園縣升格為直轄桃園市，新屋鄉改制為新屋區，村亦改制為里。

## 聚落
本地區發展較早的聚落有十五間、十五間尾等，在日治期初期的官方地圖上已有記載。此外，本地區尚有莊屋、古厝、邱屋、羅屋、甲洽潭、彭屋、呂屋、牛角灣、曾厝等聚落。

## 交通
區道桃106線是笨港至老飯店的道路，大致以西北—東南走向轉橫向蜿蜒經過本地區東北部。由此道路向西北可前往大坡、笨港並止於省道台15線路口，向東轉東南可前往笨員、上陰影窩的老飯店並止於市道115號路口。
區道桃107線是大莊埔至新湖橋的道路，也是昔日跨縣鄉道桃竹107線的桃園市境內路段，其南側端點位於本地區西南部邊界處的新湖橋，該處亦為新竹縣鄉道竹107線的北側端點。由此道路向東北轉北北東出邊界後，可前往大坡地區的大莊埔聚落並止於區道桃104線路口。
區道桃110線（中正路）是十五間至下水尾的道路，其西北側端點位於本地區中部偏東呂屋聚落西北側的區道桃106線路口。由此向南轉東出邊界後，可前往下陰影窩與伯公崗之間的富岡、上陰影窩、水尾並止於市道115號路口。